# María Paz Ferrari
María Paz Ferrari  (Buenos Aires, 12 de septiembre de 1973) es una jugadora argentina de hockey sobre césped, ya retirada, que se desempeñó como delantera. Obtuvo dos medallas de oro en los Juegos Panamericanos de 1991 y 2003 y medalla de plata en los Juegos Olímpicos de Sídney 2000. Fue campeona mundial en el Campeonato Mundial de Hockey sobre Césped de 2002 en Perth, medalla de oro en el Champions Trophy 2001 y campeona mundial juvenil en el Campeonato Mundial de Hockey sobre Césped de 1993 en Tarrasa. 
Junto a Las Leonas ganó el Premio Olimpia de Oro en 2000, como la mejor deportista argentina del año. Jugó para el Club San Fernando.

## Biografía
En 1991, fue convocada a la selección mayor, ganando ese mismo año la medalla de oro en los Juegos Panamericanos de 1991. En 1993, fue convocada a la selección juvenil para disputar el Campeonato Mundial de ese año en Tarrasa, saliendo campeona. El logro ha sido definido como "el primer rugido" de un seleccionado que a partir de ese momento alcanzaría el primer nivel mundial.
En 1994, salió subcampeona mundial en el Campeonato Mundial de Hockey sobre Césped de 1994 en Dublín, donde la Argentina fue la sorpresa.
En 1996, integró el equipo de Las Leonas que participó en los Juegos Olímpicos de Atlanta, donde el equipo finalizó 7º obteniendo diploma olímpico. En 1999, ganó la tercera medalla de oro en los Juegos Panamericanos de Winnipeg.
En 2000, volvió a integrar la delegación olímpica, esta vez en los Juegos Olímpicos de Sídney, ganando la medalla de plata. Ese año recibió, junto a Las Leonas, el Premio Olimpia de Oro, como las mejores deportistas argentinas del año.
En 2001, ganó el Champions Trophy jugado en Holanda. 
En 2002, se consagró campeona en el Campeonato Mundial de hockey, disputado en Perth, Australia. Con el Club San Fernando, ganó el campeonato metropolitano, el más importante del país, luego de que el club no saliera campeón en 20 años.
En 2003, obtuvo su segunda medalla de oro en los Juegos Panamericanos de Santo Domingo.